# Lori Loughlin
Lori Loughlin (New York City, New York, 28. srpnja 1964.) je američka glumica najpoznatija u ulozi Rebecce Donaldson u humorističnoj seriji Puna kuća.

## Životopis
Lori se rodila u Queensu, New York City, i preselila se s obitelji u Oceanside, New York, gdje je pohađala osnovnu školu i kasnije u Hauppauge, New York, gdje je pohađala srednju školu. Počela je svoju karijeru s 12 godina. Za vrijeme svojih ranih tinejdžerskih godina pojavljivala se u televizijskim reklamama. 1979. je primila svoje prvo nacionalno televizijsko pokazivanje glumeći navijačicu za piće Coca-Cola.

## Osobni život
Udala se za Michaela Burnsa 1989. i rastala 1996. 1997. udala se za modnog dizajnera Mossima Giannullia. Imaju dvoje djece, Isabellu Rose i Oliviu Jade. Također je hodala sa svojim mužem iz Pune Kuće, Johnom Stamosom. Irskog je podrijetla.

## Filmografija
- 90120 (2008.)
- Grand Theft Auto 4 (2008.)
- U slušaju žurbe (2007.)
- Zemlja ljeta (2004.)
- Ptice molitve (2002.)
- Pljugeri (1999.)
- Linija dužnosti (1997.)
- Puna kuća (1988. – 1995.)
- Noć prije (1988.)
- Natrag na plažu (1987.)
- Rub noći (1980. – 1983.)